# Patrimoni dell'umanità della Giamaica
I patrimoni dell'umanità della Giamaica sono i siti dichiarati dall'UNESCO come patrimonio dell'umanità in Giamaica, che è divenuta parte contraente della Convenzione sul patrimonio dell'umanità il 14 giugno 1983.
Al 2025 i siti iscritti nella Lista dei patrimoni dell'umanità sono due, e altrettante sono le candidature per nuove iscrizioni. Il primo sito, le Blue e John Crow Mountains, è stato iscritto nella lista nel 2015, durante la trentanovesima sessione del comitato del patrimonio mondiale. Dieci anni dopo, nella quarantasettesima sessione, il Complesso archeologico della Port Royal del XVII secolo è divenuto il secondo sito giamaicano riconosciuto dall'UNESCO. Un sito è considerato culturale, secondo i criteri di selezione, e uno misto.

## Siti del Patrimonio mondiale
| Foto | Sito                                                    | Luogo | Tipo                     | Anno | Descrizione |
| ---- | ------------------------------------------------------- | --- | ------------------------ | ---- | --- |
|      | Blue e John Crow Mountains                              | Parrocchia di Portland, Parrocchia di Saint Andrew, Parrocchia di Saint Mary, Parrocchia di Saint Thomas | Misto (1356; iii, vi, x) | 2015 | Il sito comprende una regione montuosa aspra e ricca di foreste nel sud-est della Giamaica, che ha fornito rifugio prima agli indigeni Taino in fuga dalla schiavitù e poi ai Maroon (ex popoli schiavizzati). Hanno resistito al sistema coloniale europeo in questa regione isolata stabilendo una rete di sentieri, nascondigli e insediamenti, che formano la Nanny Town Heritage Route. Le foreste offrivano ai Maroon tutto ciò di cui avevano bisogno per la loro sopravvivenza. Svilupparono forti legami spirituali con le montagne, ancora evidenti attraverso l'eredità culturale immateriale, ad esempio, di riti religiosi, medicina tradizionale e danze. Il sito è anche un hotspot di biodiversità per le Isole dei Caraibi con un'alta percentuale di specie vegetali endemiche, in particolare licheni, muschi e alcune piante da fiore. |
|      | Complesso archeologico della Port Royal del XVII secolo | Parrocchia di Kingston, Parrocchia di Saint Andrew                                                       | Culturale (1595; iv, vi) | 2025 | La città di Port Royal si trova all'imboccatura del porto di Kingston, nella Giamaica sudorientale. Fu un'importante città portuale inglese del XVII secolo. Un devastante terremoto nel 1692 sommerse gran parte della città sotto l'acqua e la sabbia. Oggi i suoi resti terrestri e sottomarini offrono rari spunti sulla vita coloniale urbana. Un tempo snodo chiave per il commercio transatlantico, incluso il commercio degli schiavi africani, Port Royal vantava un porto in acque profonde e sei forti difensivi, alcuni ora sommersi. Le prove archeologiche rivelano una disposizione ben conservata di edifici residenziali, religiosi e amministrativi, che funge da segno distintivo della presenza coloniale britannica nei Caraibi. |

## Siti candidati
| Foto | Sito                            | Luogo                   | Tipo                          | Anno       | Descrizione |
| ---- | ------------------------------- | ----------------------- | ----------------------------- | ---------- | --- |
|      | Parco del patrimonio di Seville | Parrocchia di Saint Ann | Culturale (5431; ii, iii, iv) | 02/03/2009 | Il Parco del patrimonio di Seville è uno dei siti del patrimonio culturale più significativi dell'isola perché è considerata l'area della genesi della moderna Giamaica. Il sito è stato occupato sin dalla preistoria e comprende i resti archeologici del villaggio indigeno amerindio (Taino) di Maima, l'insediamento spagnolo del XVI secolo di Sevilla la Nueva, la piantagione di zucchero britannica successiva al 1655 nota come New Seville e il paesaggio peculiare e la sua flora emersi a seguito di questi interventi. |